# Сенанкур, Этьенн Пивер де
Этьенн Пивер де Сенанкур (фр. Étienne Pivert de Senancour; 16 ноября 1770, Париж, — 10 января 1846, Сен-Клу) — французский писатель.

## Биография
Предназначенный отцом против своей воли к духовной карьере, он — с тайной помощью матери — бежал в Швейцарию, где оставался довольно долго, тем более, что революция сделала его эмигрантом. Испытанное им влияние Руссо внушало ему особую любовь к швейцарской природе, соответствовавшей его меланхолическому настроению. Во время Директории он возвратился на родину, чтобы добывать средства к жизни писательским трудом, и с тех пор жил в Париже в полном одиночестве, работая в либеральных органах и составляя исторические учебники.
При Луи-Филиппе благодаря Тьеру и Вильмену ему была назначена пенсия. Первое произведение Сенанкура — «Rêveries sur la nature primitive de l’homme» (1790), по самому названию характерное для усердного ученика Руссо, представляет собою развитие излюбленной мысли женевского философа: идеал развития — в прошлом, в докультурном периоде, не столько даже в простоте первобытного строя, сколько в простоте первобытной души («я хотел вернуть человека к его естественным привычкам, к простому и бесхитростному состоянию истинного счастия, состоянию, которое отнимет у него даже мысль о несчастиях»).
Те же настроения нашли ещё более яркое и определенное выражение в известном романе Сенанкура, обеспечивающем ему место в истории французской литературы. «Obermann» (1804) — рассказ о странном, но характерном для своего времени человеке, «который не знает, что он такое, что он любит и чего хочет; который томится без причины и стремится, не зная цели, скитаясь в бездне пространства и в бесконечной сутолоке страданий». Это — глубоко искренняя исповедь пессимиста-человеколюбца, безысходный и естественный удел которого — пассивные и грустные мечтания. При всем своем презрении к заурядному, обыденному делу он по слабости воли совершенно неспособен и к подвигу. Естественный выход из этого безотрадного мировоззрения — самоубийство, оправданием которого и заканчивается дневник Оберманна; но сам он не лишает себя жизни, а по примеру своего творца — с которого и списан — делается литератором. Наряду с Вертером и Рене Оберманн — один из типичнейших образов литературы и настроения «мировой скорби».
Сначала роман обратил на себя внимание лишь небольшого кружка, но впоследствии о нём вспомнили: имя Сенанкура долго повторялось во Франции совместно с именами Оссиана и Вертера. «Оберманн» стал любимой книгой Сент-Бева, который совместно с Жорж Санд много способствовал пробуждению к нему интереса в обществе. Через год после «Оберманна» появилось парадоксальное рассуждение Сенанкура: «De l’amour selon les lois primordiales et selon les convenances des sociétés modernes» (1805), вызвавшее оживленную полемику. После падения империи Сенанкур издал несколько политических брошюр: «Simples observations soumises au congrès de Vienne» (1814), «Lettre d’un habitant des Vosges sur M. Buonaparte, Chateaubriand, Grégoire» (1814); затем вышли «Observations sur le Génie du Christianisme» (1816), «Vocabulaire de simple vérité» (1821), «Résumé des traditions morales et religieuses chez tous les peuples» (1825; автор, назвавший Спасителя «юным мудрецом», был привлечен за это к суду по обвинению в оскорблении католической веры, обвинен судом исправительной полиции, но оправдан присяжными) и неудачный роман «Isabella» (1833).
Литературное значение Сенанкура уже в конце XIX в. считалось настолько незначительным, что большинство французских обзоров истории литературы (Лансон, Пелисье) обходят его имя молчанием; но ему отводится видное место в истории идей и общественных настроений начала XIX в. (напр. у Брандеса, «Litteratur des XIX J.», русск. перев. СПб., 1895, стр. 46 сл.; у Котляревского, «Мировая скорбь в конце прошлого и в начале нашего века», СПб., 1898).

## Издания на русском языке
- Сенанкур Э. де. Оберман / Пер. с фр. К. Хенкина; Предисл. С. Великовского. — М.: Издательство художественной литературы, 1963. — 371 с.